# Johannes Carmen
Johannes Carmen (fl. 1400 - 1420) est un compositeur français de la première moitié du XVe siècle.
Avec Tapissier, Baude Cordier et d'autres, il est l'un des derniers représentants de l'école du centre de la France. Il est cantor à Paris à l'église de Saint Jacques de la Boucherie. Dans le poème Le Champion des dames, Martin Le Franc le cite notamment :
Tapissier, Carmen, Césaris
N'a pas longtemps si bien chanterrent
Qu'ilz esbahirent tout Paris
De son œuvre sont arrivés jusqu'à nos jours trois motets intitulés : Venite adoremus Dominum, Salve Sancta Aeterna Trinitas Salve Pater i Felix et beata, Pontifici decori speculi, composés selon la technique traditionnelle de confier à deux des quatre voix un canon chanté sur des textes différents. 